# Maxillaria furfuracea
Maxillaria furfuracea är en orkidéart som beskrevs av Michael Joseph François Scheidweiler. Maxillaria furfuracea ingår i släktet Maxillaria och familjen orkidéer. Inga underarter finns listade i Catalogue of Life.